# Saint-Saturnin-lès-Apt
Saint-Saturnin-lès-Apt är en kommun i departementet Vaucluse i regionen Provence-Alpes-Côte d'Azur i sydöstra Frankrike. Kommunen ligger i kantonen Apt som tillhör arrondissementet Apt. År 2022 hade Saint-Saturnin-lès-Apt 2 986 invånare.

## Befolkningsutveckling
Antalet invånare i kommunen Saint-Saturnin-lès-Apt
| Referens: INSEE |